# Kormoran (pneumatici)
Kormoran è un marchio di pneumatici messo in commercio nel 1994 dalla azienda polacca Stomil Olsztyn, fondata nel 1967, che produceva pneumatici e materiali di gomma a Olsztyn in uno stabilimento esistente dal 1935.
Nel 1978 l'azienda intraprese una joint venture con BFGoodrich.
Nel 1995 il gruppo francese Michelin diventa azionista di maggioranza, quotando alla Borsa di Varsavia l'azienda, che nel 2005 viene ribattezzata Michelin Polska.
Nel 2024 Michelin chiude lo stabilimento di produzione polacco, trasferendo la produzione in Romania; la decisione è stata attribuita agli elevati costi di produzione.